# Pertti Teurajärvi
Pertti Benjam Teurajärvi, född 20 februari 1951 i Kolari, är en finländsk före detta längdåkare. Teurajärvi var aktiv under 1970- och 1980-talen. Hans främsta meriter är från stafettlopp. I Innsbruck 1976 vann det finländska laget OS-guld. Fyra år senare i Lake Placid 1980 kom laget trea.
Individuellt placerade sig Pertti som 14:e på 15 km och 27:e på 50 km vid OS 1976 samt 20:e på 15 km 
och 18:e på 50 km vid OS 1980.